# إسانبوسام
إسانبوسام، أو بشكل أكثر شيوعًا ساسابونسام هو كائن فولكلوري يشبه مصاص الدماء عند شعب أكان. إنه ينتمي إلى التراث الشعبي لأكان جنوب غانا، وكذلك كوت ديفوار وتوغو وجامايكا في القرن الثامن عشر من أكان المستعبدة. يقال أن لديه أسنان حديدية وبشرة وردية وشعر أحمر طويل ومخالب حديدية في قدميه ويعيش في الأشجار ويهاجم من الأعلى.

## أسطورة
في الأساطير، عادة ما يتم تصويره على أنه غول نموذجي. وفقًا لقاموس الأساطير العالمية: 
 ... يمتلك إسانبوسام المشعر عيونًا كبيرة دموية وأرجل طويلة وأقدام تشير إلى كلا الاتجاهين. حيلته المفضلة هي الجلوس على الأغصان العالية للشجرة ويدلي ساقيه حتى يعلق بهما الصياد الغافل. 
 في الروايتين يذكر الغول ومصاص الدماء بأن له أسنان حديدية. 